# Boticaria García
María de los Ángeles García García (Belmonte, 1982), más conocida como Boticaria García o Marián García, es una farmacéutica, dietista-nutricionista, óptica-optometrista, divulgadora científica y docente española.

## Trayectoria
García nació en la localidad conquense de Belmonte en 1982. Se doctoró en Farmacia por la Universidad Complutense de Madrid y se graduó en Nutrición Humana y Dietética y en Óptica y Optometría. Ejerció como farmacéutica rural durante siete años, hasta 2013, en una oficina de farmacia de Villaescusa de Haro. Entre 2013 y 2018, lo hizo en otra de Mejorada del Campo. Desde ese momento, pasó a dedicarse de manera exclusiva a la divulgación y la docencia.
En 2011 creó su primer blog, Mi gremlin no me come. Más tarde, creó el blog boticariagarcia.com, desde el que buscaba resolver las dudas frecuentes sobre salud y nutrición del público general. Se convirtió en profesora del grado de Nutrición y Dietética y del máster en Divulgación Científica, ambos en la Universidad Isabel I.
García ha publicado cuatro libros, siendo los tres primeros El jamón de york no existe, El paciente impaciente y El moco radioactivo. Durante la pandemia de COVID-19, publicó junto a la periodista Arantxa Castaño el libro digital 123 preguntas coronavirus.
Como divulgadora, ha participado también como colaboradora habitual en diferentes medios de comunicación, como RNE, el diario español El Mundo o programas de televisión como Zapeando, La sexta noche u Órbita Laika. También ha impartido conferencias y talleres para diferentes instituciones. García dirigió la serie de pódcast Más de un millón de voces para autocuidarnos de la Asociación para el Autocuidado de la Salud, la Sociedad Española de Médicos Generales y de Familia, el Consejo General de Enfermería y el de la Psicología de España así como la Asociación Madrileña de COVID Persistente.

## Reconocimientos
En 2015 fue pregonera de las fiestas de Belmonte, su localidad natal, y al año siguiente en Villaescusa de Haro, donde ejerció como farmacéutica en los inicios de su carrera.
Por su blog boticariagarcia.com logró dos galardones en la X Edición de los Premios 20Blogs, siendo nombrado el mejor blog de salud y vida sana y el mejor blog de 2015. En 2016 se convirtió en académica correspondiente de la Academia de Farmacia Santa María de España de la Región de Murcia.
En 2018, recibió el premio ACES, de la Asociación de Cadenas Españolas de Supermercados, en la categoría Mejor Labor en Redes Sociales. Ese mismo año, recibió el premio eHealth Awards 2018 a la «Cazabulos del año» durante el III Congreso Nacional de eSalud de la Asociación de Investigadores en eSalud AIES y la agencia de comunicación COM Salud.
En 2019 fue condecorada con el premio La Carabela La Pinta en su categoría de oro, la máxima distinción del Colegio de Farmacéuticos de Huelva, por su papel en la divulgación científica en las redes sociales. Ese mismo año fue nombrada ganadora del Premio Sentidos 2019, entregado por Sakata Seed Ibérica, que reconoce la labor divulgadora y la proyección mediática de la gastronomía saludable.
En 2020, el Ministerio de Consumo y la Agencia Española de Seguridad Alimentaria y Nutrición le concedieron el Premio Estrategia NAOS de especial reconocimiento por su contribución a la divulgación de hábitos saludables. Ese mismo año ganó el Premio Joven 2020 D.O. La Mancha en el apartado de Comunicación.
En 2021, fue premiada durante la quinta edición de los premios Cubí, otorgados por la Federación de Cocineros y Reposteros de España (Facyre), en reconocimiento a su labor divulgando la gastronomía y la ciencia. Ese mismo año, obtuvo por parte del Gobierno de Castilla-La Mancha el premio Imprescindibles que se otorga en el marco del Día Internacional de la Mujer. Al año siguiente fue reconocida, en la categoría de Farmacia, durante la primera edición de los Dosfarma Woman Awards, un certamen que busca reconocer a mujeres en el campo de la salud y el bienestar y en el que también fueron premiadas otras divulgadoras como Noemí Casquet, Laura Cámara o Lucía Galán. También en 2022 fue nombrada Hija Predilecta de Castilla-La Mancha.
En 2023, durante la gala de Premios Creadores, de 20minutos, García fue reconocida con el Premio Especial al Talento. Ese mismo año, la Sociedad Española de Obesidad (SEEDO) realizó una mención especial de García por su trayectoria en divulgación de información sobre obesidad y sus complicaciones durante la I edición del 'Premio a la Comunicación en Obesidad: haciendo visible la enfermedad 'invisible''. Además, durante la celebración del Día Mundial del Huevo 2023, el Instituto de Estudios del Huevo le entregó a García su Galardón de Oro por su labor en la divulgación de la nutrición. El proyecto de pódcast Más de un millón de voces para autocuidarnos que García dirigió fue reconocido en la categoría Empoderamiento Digital del paciente de la III edición de Premios Ennova Health 2023 organizados por El Diario Médico y Correo Farmacéutico.

## Libros
- García, Marián (Boticaria García). Tu cerebro tiene hambre: 5 grandes cambios que te ayudarán a perder grasa y ganar salud. Barcelona: Editorial Planeta, 2024. 352 p. ISBN 978-8408282334.
- García, Marián (Boticaria García) y Herrerías, Gema. Radiografía de un cosmético. [s. l.]: Robinbook, 2022. 265 p. ISBN 978-8409400713.
- García, Marián (Boticaria García). El jamón de York no existe: La guía para comprar saludable y descubrir los secretos del supermercado. [s. l.]: Editorial La Esfera de los Libros, 2019. 256 p. ISBN 978-8491645931.
- García, Marián (Boticaria García). El moco radiactivo: y otros desvelos de padres primerizos. [s. l.]: Editorial La Esfera de los Libros, 2017. 208 p. ISBN 978-8490609484.
- García, Marián (Boticaria García). El paciente impaciente: y otras anécdotas de la Boticaria García. [s. l.]: Editorial La Esfera de los Libros, 2015. 328 p. ISBN 978-8490602973.

## Trayectoria televisiva

### Programas de televisión
| Año                  | Programa                               | Cadena   | Notas        |
| -------------------- | -------------------------------------- | -------- | ------------ |
| 2019-2020; 2022-2023 | Órbita Laika                           | La 2     | Colaboradora |
| 2019-presente        | Zapeando                               | La Sexta | Colaboradora |
| 2019                 | Espejo público                         | Antena 3 | Invitada     |
| 2020-2021            | La hora de La 1                        | La 1     | Colaboradora |
| 2020-2022            | La Sexta noche                         | La Sexta | Colaboradora |
| 2020-2023            | Espejo público                         | Antena 3 | Colaboradora |
| 2021                 | Family Feud: La batalla de los famosos | Antena 3 | Concursante  |
| 2022-presente        | LaSexta Xplica                         | La Sexta | Colaboradora |
| 2022-2024            | Pasapalabra                            | Antena 3 | Invitada     |
| 2023-presente        | Y ahora Sonsoles                       | Antena 3 | Colaboradora |